# Søren Busk
Søren Thomas Busk (Glostrup, 10 april 1953) is een Deens voormalig voetballer.

## Clubcarrière
Busk begon zijn loopbaan in 1973 bij Glostrup IC. Na drie jaar ruilde hij Glostrup in voor het Duitse Westfalia Herne. Drie jaar later verhuisde hij naar MVV. Na opnieuw drie jaar tekende hij een contract bij KAA Gent. Met die ploeg won hij in 1984 de Beker van België. In het seizoen 1985/86 speelde hij opnieuw voor MVV. Het daaropvolgende seizoen ging Busk bij AS Monaco aan de slag. Nadien speelde hij nog een jaar voor het Oostenrijkse Wiener Sportclub en Herfølge BK, waar hij zijn carrière beëindigde in 1989.

## Interlandcarrière
Op het EK 1984 speelde hij als rechtsachter de eerste drie Deense duels tegen Frankrijk, Joegoslavië en België en speelde op de linkerflank in de halve finale tegen Spanje in Lyon.
Busk speelde ook mee op het WK 1986 in Mexico. Daarin werd Denemarken winnaar in een groep met West-Duitsland, Uruguay en Schotland. In de achtste finale tegen opnieuw Spanje verloor Denemarken met 5-1. Busk veroorzaakte een van de twee penalty's voor Spanje.
Nadien nam hij ook aan het EK 1988 deel.

## Na zijn spelerscarrière
Busk probeerde het als technisch directeur van een Deense club, met wisselend succes. Tegenwoordig is hij verkoopsdirecteur bij Select in Denemarken.

## Erelijst
KAA Gent
- Beker van België

1984